# Вулиця Рослинна
Вулиця Рослинна — вулиця у Шевченківському районі міста Львова, в місцевості Голоско. Сполучає вулиці Замарстинівську та Гордієнка. Прилучається вулиця Висока.

## Історія та забудова
Вулиця виникла у середині XX століття та у 1958 році отримала сучасну назву — вулиця Рослинна.
Забудована приватними будинками 1930-х років у стилі конструктивізм та одноповерховими садибами другої половини XX століття.